# Thiên niên kỷ 8
Thiên niên kỷ 8 là khoảng thời gian tính từ năm 7001 đến hết năm 8000, nghĩa là bằng 1000 năm, trong lịch Gregory.